# Maria Molina
Maria Molina, död efter 1676, känd som La Molina, var en fransk hovfunktionär. 
Hon anlände till Frankrike 1660 tillsammans med Maria Teresia av Österrike (1638–1683) då denna gifte sig med Ludvig XIV och blev Frankrikes drottning. Hon var drottningens Première femme de Chambre (kammarjungfru) och omtalades av samtiden som dennas gunstling och förtrogna. 